# 壮志凌霄
《壮志凌霄》，是中华民国空军军歌之一。

## 起源
1946年是抗战胜利后的一年，航空委员会更名空军总司令部。整个抗战时间，空军官兵共牺牲4321人，出现许多动人英雄事迹。为了发挥空军军魂，空军司令部广泛征集空军军歌。最后选定空军政治部主任简朴作词的《空军军歌》、陶伟生作词的《保卫领空》與傅清石作词的《西子姑娘》为空軍振奮歌曲、杨泓作词的《永生的八一四》作為空軍節紀念歌曲、叶逸凡作词的《壮志凌霄》等为空军军歌，均由刘雪庵作曲。

## 歌词
| “ | 作詞：葉逸凡 作曲：劉雪庵 壯志凌霄，壯志凌霄，好男兒報國今朝 壯志凌霄，壯志凌霄，好男兒報國今朝 翱翔鐵翼山河動，掃蕩雲煙日月搖 我們要智勇充沛，德性高超 經文緯武，飛虎騰蛟 我們要智勇充沛，德性高超 經文緯武，飛虎騰蛟 努力發奮為雄，勿忘艱難締造 擔負起天下興亡，萬里長空永保 | ” |